# جيرالد أوليري
جيرالد أوليري (بالإنجليزية: Gerald O'Leary)‏ هو سياسي أمريكي، ولد في 7 أغسطس 1933، وتوفي في 23 مايو 2014 في كوينسي في الولايات المتحدة. حزبياً، نشط في الحزب الديمقراطي. وقد انتخب عضو مجلس نواب ماساتشوستس.